# Nashville (Arkansas)
Nashville é uma cidade localizada no estado americano de Arkansas, no Condado de Howard.

## Demografia
Segundo o censo americano de 2000, a sua população era de 4878 habitantes.
Em 2006, foi estimada uma população de 4862, um decréscimo de 16 (-0.3%).

## Geografia
De acordo com o United States Census Bureau, a localidade tem uma área de 11,9 km², dos quais 11,8 km² cobertos por terra e 0,1 km² cobertos por água.

## Localidades na vizinhança
O diagrama seguinte representa as localidades num raio de 24 km ao redor de Nashville.